# Dalophia angolensis
Dalophia angolensis är en ödleart som beskrevs av  Carl Gans 1976. Dalophia angolensis ingår i släktet Dalophia och familjen Amphisbaenidae. Inga underarter finns listade i Catalogue of Life.